# Andreas Schmidt
Andreas Schmidt (Düsseldorf, 22 settembre 1959) è un ex nuotatore tedesco.

## Carriera
Specializzato nelle staffette, ha vinto diverse medaglie ai campionati mondiali ed europei.

## Palmarès
- Mondiali
  - 1978 - Berlino: argento nella 4x100m sl, nella 4x100m misti e bronzo nella 4x200m sl.
  - 1982 - Guayaquil: bronzo nella 4x200m sl e nella 4x100m misti.

- Europei
  - 1977 - Jönköping: oro nella 4x100m sl.
  - 1981 - Spalato: argento nella 4x200m sl e bronzo nella 4x100m misti.
  - 1983 - Roma: oro nella 4x200m sl e argento nella 4x100m misti.